# Massís de les Gavarres
|  | Per a altres significats, vegeu «Gavarres (desambiguació)». |

El massís de les Gavarres és una alineació muntanyosa de la Serralada Litoral Catalana que forma un arc que marca els límits geogràfics meridionals de la plana de l'Empordà. El massís de les Gavarres constitueix, juntament amb les Muntanyes de Begur, l'extrem septentrional de la serralada litoral catalana. Té la forma d'un gran arc que s'obre cap al nord, a cavall entre les comarques del Baix Empordà i el Gironès, i una extensió propera als 350 km², repartits per una vintena de municipis: 
al Baix Empordà:
- Calonge
- Castell d'Aro, Platja d'Aro i S'Agaró
- Corçà
- Cruïlles, Monells i Sant Sadurní de l'Heura (format el 1974 per fusió dels municipis de Cruïlles, Monells i Sant Sadurní de l'Heura).[2]
- Forallac (format el 1975 per fusió dels municipis de Fonteta, Peratallada i Vulpellac)[2]
- la Bisbal d'Empordà
- Mont-ras
- Palafrugell
- Palamós
- Santa Cristina d'Aro
- Torrent
- Vall-llobrega

al Gironès:
- Cassà de la Selva
- Celrà
- Girona
- Juià
- Llagostera
- Llambilles
- Madremanya
- Quart
- Sant Martí Vell

El 1998 es fundà el Consorci de les Gavarres, amb representació de diferents ajuntaments de la zona, per protegir i gestionar aquest espai d'interès natural, declarat com a tal en el marc del PEIN des de 1992.
El massís limita al nord amb la plana del Baix Empordà mitjançant un seguit de turons, coneguts amb el nom de Pregavarres; al nord-est contacta amb la Serralada Transversal, que en aquest punt separa les planes de l'Empordà i de la Selva; a l'oest limita amb la mateixa Selva i al sud amb la Vall d'Aro, petita depressió on el Ridaura separa les Gavarres del massís de l'Ardenya.
És un massís de formes arrodonides, que Josep Pla va definir com a «elefantíaques» i que té com a punts més elevats els puigs bessons de la Gavarra i d'Arques, amb 533 i 527 metres respectivament. Altres cims destacats són el de la Mare de Déu dels Àngels (485 m), el Montigalar (467 m), Santa Pellaia (353 m), el Puig Cargol (363 m) i el Montnegre (285 m).
Ubicades entre planes fortament humanitzades i a prop d'un litoral alterat substancialment, les Gavarres ofereixen un extens paisatge forestal, perceptible arreu.
El territori de les Gavarres, igual com passa ara i ha passat sempre amb qualsevol altre espai habitat, és i ha estat el reflex de les activitats i de les formes de vida dels diferents col·lectius humans que l'han poblat. Les cases assenyalen la importància de l'organització de la societat en famílies; les parets de les feixes, els recs, els molins, els forns, etc. indiquen les maneres en què aquestes famílies han pogut obtenir la seva subsistència; les esglésies i els camins recorden les maneres amb què les famílies s'han organitzat; i els noms dels llocs i les llegendes reflecteixen una manera de pensar i de percebre el món.
L'estudi del paisatge amb una mentalitat històrica, doncs, permet trobar, sota l'espessa capa de vegetació que avui cobreix les Gavarres, les restes d'altres maneres de viure que, en el fons, coincideixen amb les successives etapes de la història del massís.

## Biodiversitat
L'Espai de les Gavarres conté una de les millors mostres de sureda, la millor àrea de pinastre a Catalunya i alguns taxons de flora singular. Constitueix una excel·lent reserva de poblaments florístics i faunístics mediterranis, amb algunes espècies singulars.

### Vegetació i flora

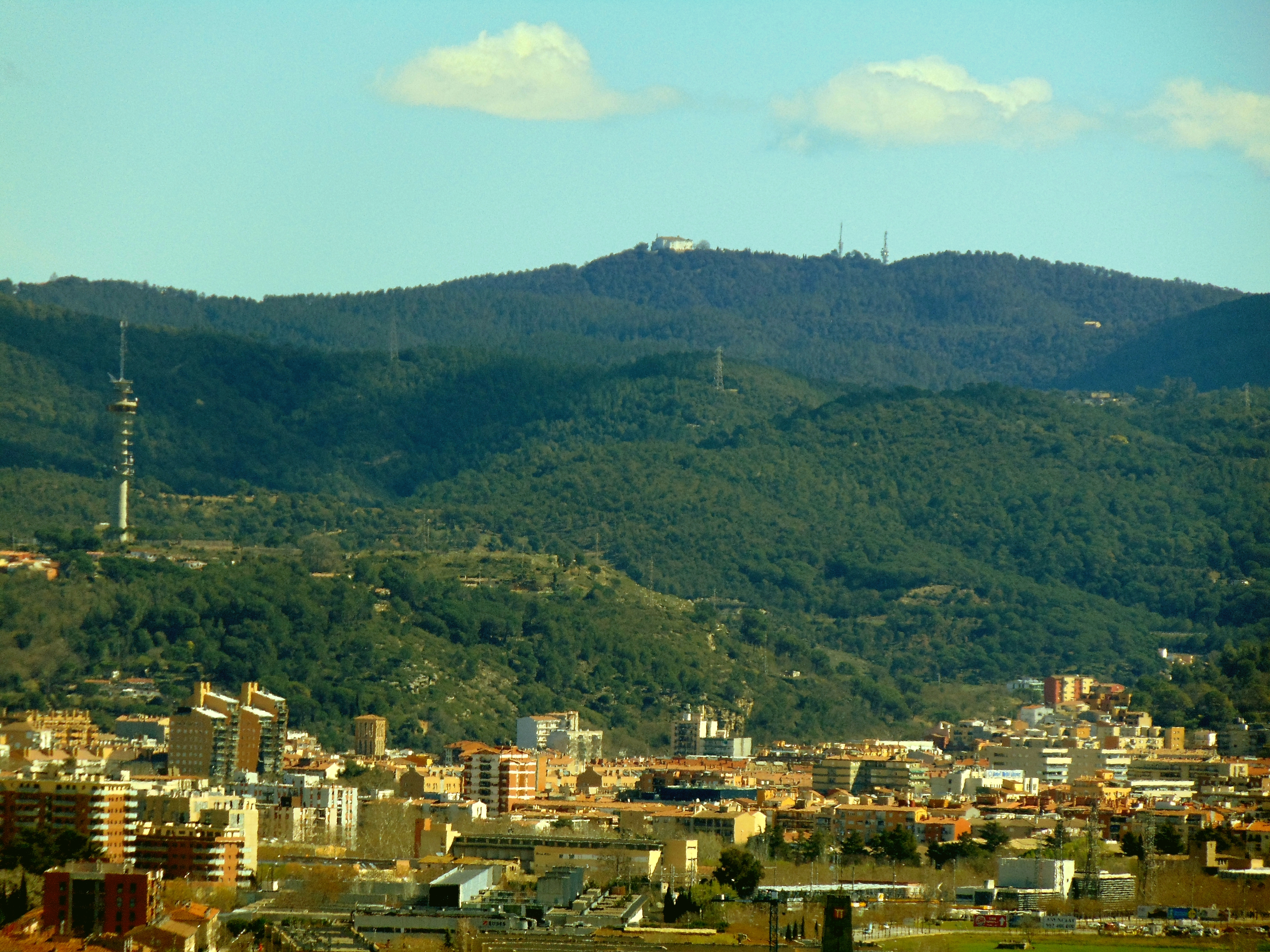
El Puig Alt i Santuari dels Àngels des del costat de la ciutat de Girona

El paisatge que predomina al massís es caracteritza per les brolles calcífugues de brucs i estepes (Cisto-Lavanduletea) amb un estrat superior de sureres (Quercus suber) i pins: pi pinyer (Pinus pinea), pi pinastre (Pinus plnaster) i pi blanc (Pinus halepensis). En aquestes terres es localitzen els boscos de pinastre més importants de Catalunya. Cal remarcar el contrast que ofereix la vegetació de les fondalades i obacs humits ocupats per paisatges eurosiberians com les vernedes (Lamió-Alnetum), les avellanoses (Polysticho-Coryletum) o les castanyedes, amb la resta del territori predominantment mediterrani. L'obaga baixa del vessant de la Selva, més humida, es caracteritza per la presència d'alguns fragments de roureda de roure martinenc (Quercetum pubescens). La presència d'espècies termòfiles i típicament mediterrànies com l'Estepa ladanífera (Cistus ladaniferus), molt rares a la resta del país, determina una particular singularitat florística en aquest Espai. Altres elements botànics interessants dins l'EN són Osmunda regalis, Iberis linifolia, Genista linifolia, Galium scabrum, carex grioletti, Spiranthes aestivalis i Arisarum vulgare.

### Fauna
Faunísticament, aquest massís constitueix un bon exponent típic de les comunitats mediterrànies septentrionals, ben diferenciades de les que es troben per sobre la conca del riu Llobregat d'Empordà. Pel que fa a la fauna ornitològica, s'hi pot trobar espècies com el tallarol emmascarat (Sylvia hortensis), l'enganyapastors (Caprimulgus europaeus), el mussol banyut (Asió otus) o el picot garser petit (Dendrocopos minor). Els mamífers hi compten amb alguns elements: rata d'aigua (Arvicola sapidus), la mostela (Mustela nivalis) i, fins i tot, el turó comú (Mustela putorius), així com la ferradura grossa (Rhinolopus ferrum-equinum). És molt interessant la fauna íctica dels petits cursos, per comptar amb la presència de l'espinós (Gasterosteus aculeatus).

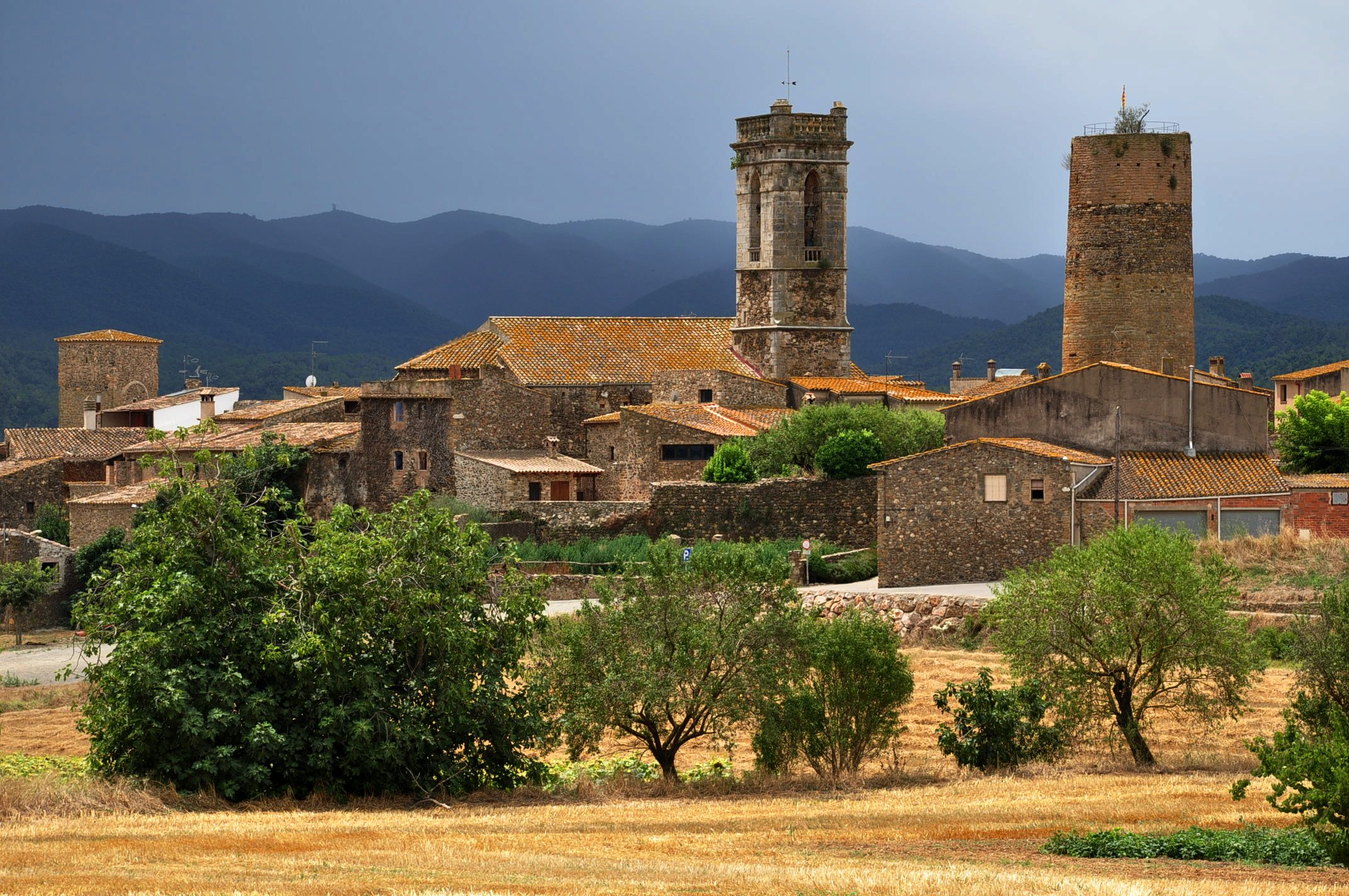
El massís de les Gavarres s'eleva darrere de Cruïlles.

Després d'haver estat intensament poblades, les Gavarres són avui unes muntanyes pràcticament deshabitades. Queden únicament tres petits nuclis amb població permanent: Sant Pol de la Bisbal, Romanyà de la Selva de Santa Cristina d'Aro i Sant Mateu de Montnegre de Quart. A part d'aquests pobles, hi ha una cinquantena de masos habitats, majoritàriament a la zona de Fitor i Sant Climent de Peralta (Forallac) a Panedes (Llagostera), al veïnat de Banyeres i els Metges (Cruïlles-Monells-Sant Sadurní) i a la vall del Celrè (Quart).
L'any 2000, la població resident dins dels límits de l'espai protegit era de 940 persones, el que significa una densitat inferior als 0,03 habitants/ha. El procés d'abandonament dels masos, iniciat a mitjans del segle xx, va continuar sense fre fins als anys noranta. A partir d'aquest període, lentament però de manera contínua, s'inicià un nou procés d'ocupació humana del massís. La compra de masos amb finalitat residencial, com a primer o segon habitatge és avui la tendència més destriable i segurament de majors conseqüències per al futur de l'espai natural.
La major part de la superfície de l'Espai les Gavarres és de propietat privada (98,2%). Les propietats d'utilitat pública i les contractades són, per tant, residuals i alhora molt fragmentades. L'única excepció destriable és la finca de can Vilallonga de Cassà de la Selva, que amb 245 ha compta amb una extensió forestal representativa de les suredes i pinedes del massís.
Actualment hi ha una gran continuïtat de bosc, només un 6,3% de la superfície de l'espai està dedicada a activitats agrícoles. La propietat forestal és molt fragmentada, amb una majoria de finques que no superen les 25 ha. Les finques de grans dimensions (més de 100 ha) es troben en la seva major part a la zona central del vessant nord. Dins d'aquesta zona, el municipi que té la propietat més concentrada és el de Cruïlles, Monells i Sant Sadurní de l'Heura.

## Els primers pobladors
Els primers grups humans van arribar a les planes que envolten les Gavarres ara fa uns 100.000 anys. Eren petits grups nòmades, que vivien de la recol·lecció de fruits silvestres i de la cacera, i que seguien els ramats d'animals que els proporcionaven aliment i vestit. L'inici del Neolític, cap al 5000 aC, va comportar l'aparició de l'agricultura i la ramaderia i, en conseqüència, l'establiment dels primers assentaments estables a l'aire lliure. Tanmateix, la fragilitat dels materials utilitzats en la construcció (fusta, branques...) no ha permès la localització de cap resta.
La seva creença en el Més Enllà els va portar a construir grans enterraments megalítics col·lectius, a l'interior dels quals es dipositaven els difunts, acompanyats moltes vegades d'aixovar funerari. A les Gavarres s'han conservat més 40 monuments megalítics, agrupats en tres sectors: Fitor i els seus entorns, Romanyà de la Selva i Calonge.
Els sepulcres de corredor són els més antics (3200-2500 aC) i estan formats per una cambra i un corredor més baix i estret, clarament diferenciat (Mas Bouserenys, a Santa Cristina d'Aro). Les galeries catalanes deriven dels anteriors i són una mica més modernes (2500-2100 aC); tenen el corredor i la cambra poc diferenciats, tot i que aquesta última sol ser més ampla i alta. N'hi ha de més petites (Tres Caires, Roca de la Gla, Taula dels Tres Pagesos, dolmen d'en Botey, tots a Fitor, i Puig d'Arques, a Cruïlles) i de grans dimensions (Cova d'en Daina, a Romanyà i Cementiri dels Moros, a Torrent). Les cambres simples són més senzilles i modernes (2100-1500 aC) i tenen forma rectangular o poligonal (Puig Ses Forques, a Calonge i Tres Peus, a Fitor).
Finalment, les cistes són petites caixes rectangulars, normalment excavades en el subsòl. Cronològicament, coincideixen amb els sepulcres de corredor. N'hi ha diversos exemples esparsos pel massís.
Altres monuments megalítics presents a les Gavarres són els menhirs (la Murtra, a Romanyà; Pedra de les Goges, a Santa Cristina; Puig ses Forques, a Calonge, i Pedra Dreta, a Sant Sadurní de l'Heura) i les coves artificials, concentrades sobretot en el sector de Calonge.

## Protecció de les Gavarres
De manera paral·lela a la valorització patrimonial de les Gavarres, els darrers anys del segle xx i principis del XXI van ser també anys de reivindicació i de lluita per la salvaguarda del massís. «Profundament identificats amb el que han representat per als nostres pobles les Gavarres, volem manifestar públicament la indignació i tristesa que sentim davant la progressió d'un procés degradant que està posant en perill la seva condició d'espai natural obert a tothom», començava el manifest públic amb més de cinc mil signatures que es va presentar la tardor de l'any 1975, on es denunciava el procés de degradació del massís i s'exigia que s'aturessin les urbanitzacions i les plantacions d'eucaliptus i, finalment, es demanava la declaració com a Parc Natural. L'any 1977 es va constituir l'Associació d'Amics Defensors de les Gavarres. Tanmateix, tot seguit es va iniciar un llarg període d'inactivitat, fins que l'any 1985, amb les primeres campanades de la variant de Girona, va ressorgir el moviment, aglutinat a partir de l'any 1986 i fins avui en la Coordinadora Amics de les Gavarres. El 20 de novembre de 1979 la Comissió d'Urbanisme de Girona va acordar la catalogació preventiva com a parc natural de les Gavarres. L'any 1988 la Direcció General de Política Territorial elabora l'avantprojecte de Parc Natural de les Gavarres, iniciativa que no va prosperar.
El reconeixement dels valors científics, ecològics, paisatgístics, culturals i socials de les Gavarres són el motiu de la seva declaració com a Espai d'interès natural (EIN) pel govern de la Generalitat de Catalunya al desembre de 1992, moment en què es va aprovar el Pla d'Espais d'Interès Natural (PEIN). Tanmateix, hi ha espais adjacents que no hi van estar inclosos.
Però la delimitació definitiva de l'EIN les Gavarres no ha arribat fins a l'any 2006. La superfície protegida és de 28.671,98 ha. de sòl no urbanitzable, quedant definitivament excloses les urbanitzacions, situades bàsicament al vessant sud del massís.